# キャプテン渡辺
キャプテン 渡辺（ - わたなべ、本名：渡辺 峰人（わたなべ みねひと）、1975年（昭和50年）10月20日 - ）は、日本のお笑いタレント。
静岡県静岡市出身、ソニー・ミュージックアーティスツ（SMA NEET Project）所属。血液型はA型、身長182cm。

## 略歴
お笑いではダウンタウンに憧れていた。高校卒業後、プロレスラーを目指して、UWFインターナショナルに練習生として入団するも夜逃げで退団。練習生の時に見ていた『ボキャブラ天国』（フジテレビ）でネプチューンらの楽しそうな姿を見て芸人を志した。
その後放送芸術学院（現放送芸術学院専門学校）に入学し、ジャック豆山（元まめのき）とコンビ「こんにゃくモンロー」を組むが解散。その後豆山・松本リンス（現だーりんず）・関ドラミ・ピザ谷川とお笑いグループ「バカラ」を組むが脱退。
28歳で某ミュージカル劇団に入団するが30歳でお笑いに戻り、グループ名を「キラッキラーズ」に改名。2010年（平成22年）1月9日に解散。
トリオ時代は「じゃない方芸人」であったというが、解散直後に出場した『R-1ぐらんぷり2010』で準決勝進出。翌年の『R-1ぐらんぷり2011』では決勝進出を果たし、一点差で一回戦敗退。『R-1』でのキャッチコピーは『特攻の開き直り漫談』。『R-1ぐらんぷり2012』でも決勝進出したが、ライブでの鉄板ネタがスベってしまったことで満足のいくネタが作れなくなりスランプに陥る。世間の認知度が高まり始めていたことから、競馬関連の仕事にシフトする。
『ウイニング競馬』（テレビ東京）のレギュラー就任以降は、お笑い芸人としてより競馬タレントとしての知名度が高くなっている。
芸名の由来は「バカラ」でリーダー的役割であったため。渡辺リーダーだと渡辺正行と被るため「渡辺キャプテン」とし、2009年1月に「キャプテン渡辺」に変更した。

## ネタ・芸風
主に漫談。パチンコ店のクズな客のあるあるネタが最初の定番ネタとなり、このネタから発展してスーツ姿、上半身裸にハーフパンツ姿、居酒屋の店員、弁当屋の店員、警備員など色々な格好で足を肩幅よりも少し開いた程度に立ち、腰に手を当てて「〜よ!」と言った言い切り口調での「クズ漫談」「あるある漫談」であらびき団などに出演した。なお、このタイプのネタでは最後に「格言」を置いていく流れが通例。
かつてはパチンコ機の海物語シリーズのキャラクター「サム」に扮して、緑色のかつらに紫色のブリーフ姿で出演。その後、黒い帽子に白シャツ、ネクタイ姿で出演している。また、帽子に慣れるとプライベートもずっと帽子を被っているという。
そのほか、創作落語、コンビニ・弁当屋・居酒屋店員のコスチュームで行う一人コント、フリップネタ、「キャプラップ」というラップのネタがある。

## エピソード
TAIGAらと開催しているライブ「7ピンLIVE」で毎月新ネタを披露したり、事務所ライブにもほぼ毎月出演したりするなど、クズを売りにしたキャラクターの割には芸に対してかなりストイックな面がある。
また、同い年で仲が良いかんちゃまと月1回のトークライブ「ゴッドとブッダ」を開催している。
2011年（平成23年）10月15日放送の『オンバト+』では数十秒にわたってネタを忘れるという珍事が発生したが、僅差の5位でオンエアを達成している[5]。
ギャンブルが生活のほとんどを占めており、競馬・パチンコ・パチスロ・麻雀など幅広く嗜む。
そのため、インスタントジョンソンのじゃいなどに多額の借金をしていた（2017年10月28日、東京12レース換金額にて完済）ことを公言しているが、この趣味を活かしてテレビ番組のレギュラーや雑誌の連載、イベントなどに活躍の場を広げ、2015年度の船橋競馬場のイメージキャラクターにも就任した。
食べ物の好き嫌いが多く、ちくわやかまぼこなど練り製品、にんじん、ワカメ、レーズン、辛いもの、アップルパイ、ワインなどが苦手である。
アイスクリームなど甘いものは大好きで、1日に何個もアイスを食べることがある。
なお、差し入れにはカステラ、クッキーなどが望ましいことを繰り返し伝えており、ライブ前の差し入れが少ない、と怒りを露わにすることもしばしばである。
実家は40年美容室を営んでおり、現在は兄が継いでいる。
2014年11月15日、母がウイニング競馬放送内で初めて馬券予想をするが、敢え無く撃沈。
小学生時代は6年間リレーのアンカーを務めた。
2025年3月3日に自身のXの投稿にて、交際していた一般女性と入籍したことを報告。

## R-1ぐらんぷり戦績
- R-1ぐらんぷり 2010　準決勝
- R-1ぐらんぷり 2011　決勝
- R-1ぐらんぷり 2012　決勝
- R-1ぐらんぷり 2013　3回戦
- R-1ぐらんぷり 2014　3回戦
- R-1ぐらんぷり 2015　3回戦
- R-1ぐらんぷり 2016　準決勝
- R-1ぐらんぷり 2017　準決勝
- R-1ぐらんぷり 2018　準々決勝
- R-1ぐらんぷり 2019　準決勝
- R-1ぐらんぷり 2020　準々決勝

## 出演
- オンバト+（NHK総合） - 戦績9勝3敗 最高501KB 
  - ピン芸人として初めてオーバー500を記録した。
- お笑いさぁ〜ん（日本テレビ、2010年4月26日）
- あらびき団（TBSテレビ、2010年8月31日・10月19日）
- 爆笑レッドカーペット ヤングライオン杯決勝大会（フジテレビ、2010年9月25日） - キャッチコピーは「マニアック漫談」
- R-1ぐらんぷり2011（関西テレビ・フジテレビ、2011年2月11日） - キャッチコピーは「特攻の開き直り漫談」
- うまプロ!（フジテレビ、2011年3月20日 - 4月3日）
- クイズ!ヘキサゴンII（フジテレビ、2011年4月20日）
- スクール革命!（日本テレビ、2011年4月24日）
- 使える！おしゃTV（九州放送、2011年7月5日 - ）エハラマサヒロ、神戸蘭子とともにレギュラーを務めていた。
- 真王伝説（テレ玉、2011年11月 - 2015年3月） - MC。その後も御意見番としてしばしば出演している。
- R-1ぐらんぷり2012（関西テレビ・フジテレビ、2012年3月20日）
- ウイニング競馬（テレビ東京、2012年4月7日 - ）
- 競馬場の達人#274（グリーンチャンネル、2012年11月11日）
- うまズキッ!（フジテレビ、2013年11月23日・12月14日・2014年1月11日・3月8日・3月15日・3月30日・4月12日・4月26日・8月7日・6月21日・7月12日・7月19日・8月9日 - 8月23日） - 主に5連単クイズ企画に出演。
- 井内利彰の調教データラボ（グリーンチャンネル、2014年5月4日）
- 原口あきまさの今がぱちドキッ!（TOKYO MX、2014年5月28日・6月4日）
- 深夜でロンドンハーツ（テレビ朝日、2017年8月17日） - ゆーびーむ☆の想い人としてドッキリ出演。交際は断ったがワンチャンはOKした。[注 2]
- ふれさんぽ（AbemaTV FRESH!） - ハリウッドザコシショウと日替わりでMCを担当していた。
- 銀座競馬倶楽部　村上卓史の馬イイ話（ソラトニワ銀座））
- 逆襲ザコシのチョゲチョゲPARK（AuDee）

| 逆襲ザコシのチョゲチョゲPARK（AuDee） - 不定期出演 | 逆襲ザコシのチョゲチョゲPARK（AuDee） - 不定期出演 | 逆襲ザコシのチョゲチョゲPARK（AuDee） - 不定期出演 | 逆襲ザコシのチョゲチョゲPARK（AuDee） - 不定期出演 | 逆襲ザコシのチョゲチョゲPARK（AuDee） - 不定期出演               |
| 出演日                                             | #                                                  | タイトル                                           | 出典                                               | 備考                                                             |
| -------------------------------------------------- | -------------------------------------------------- | -------------------------------------------------- | -------------------------------------------------- | ---------------------------------------------------------------- |
| 2020年7月3日                                       | #10                                                | 「今日、マメなめ」                                 | [25]                                               | お笑いトリオ『キラッキラーズ』時代の相方の1人 ジャック豆山と共演 |
| 2020年8月14日                                      | #16                                                | 「あっ、警備員じゃないんですね？」                 | [26]                                               | ほしのさとしと共演                                               |
| 2020年11月6日                                      | #28                                                | 「【グロ注意】この人準決勝いってません」           | [27]                                               | 本間キッド（や団）と共演                                         |
| 2021年2月26日                                      | #44                                                | 「巨大頭皮」                                       | [28]                                               | 本間キッド（や団）と共演                                         |
| 2021年4月16日                                      | #51                                                | 「墓に糞ぶっかける」                               | [29]                                               | 本間キッド（や団）と共演                                         |
| 2021年6月4日                                       | #58                                                | 「しゃべれないモンスター」                         | [30]                                               | ジャック豆山と共演                                               |
| 2021年8月20日                                      | #69                                                | 「お黙りの五車星」                                 | [31]                                               | 本間キッド（や団）と共演                                         |
| 2021年12月17日                                     | #86                                                | 「ほしのディスコ、コラ」                           | [32]                                               | 本間キッド（や団）と共演                                         |
| 2021年12月31日                                     | #88                                                | 「キン○マ鉄アレイ」                                | [33]                                               | 西村瑞樹（バイきんぐ）と共演                                     |
キラッキラーズ時代の出演については、キラッキラーズ#出演の節を参照。